# Verkehr in Namibia
Dieser Artikel behandelt den Verkehr in Namibia, das heißt alle Formen des Verkehrs in dem südwestafrikanischen Land Namibia.

## Straßenverkehr

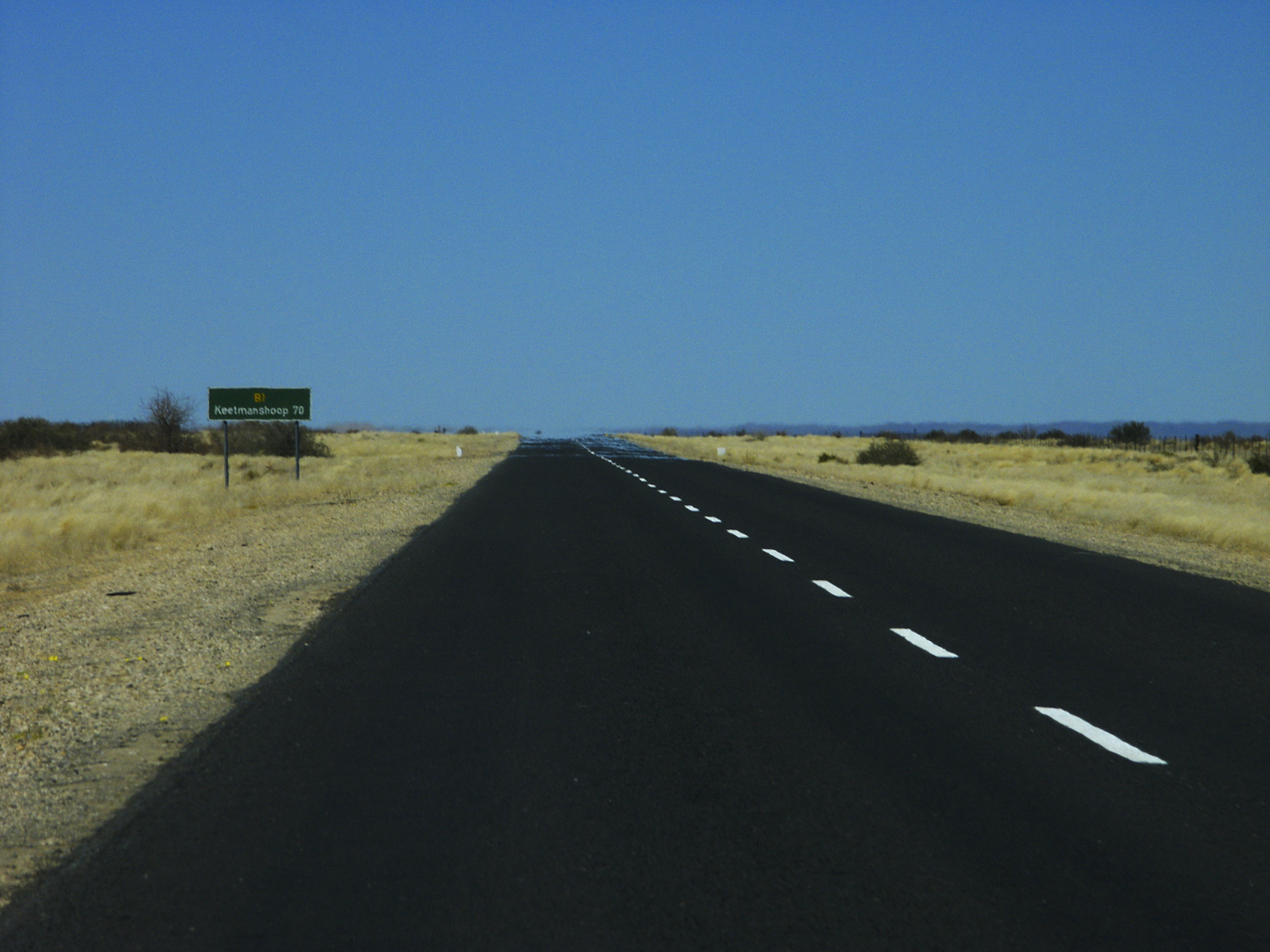
Nationalstraße B1

Das namibische Straßennetz ist 45.700 Kilometer lang und ist zum Großteil entsprechend den Fahrbahndecken und der Nutzung kategorisiert.
In Namibia sind knapp 409.000 Fahrzeuge registriert (Stand 2023). Davon entfallen alleine knapp 166.000 auf die Hauptstadt Windhoek. Es gilt eine zulässige Höchstgeschwindigkeit von 60 km/h innerorts, 120 km/h auf asphaltierten Überlandstraßen und 100 km/h auf nicht-asphaltierten Überlandstraßen. In den Städten, vor allem Windhoek, gibt es insbesondere vor einigen Schulen eine Begrenzung auf 40 km/h.

### Unfallstatistik
Namibia hat (Stand 2014) mit 32 Verkehrstoten pro 100.000 Einwohnern eine der höchsten Raten an Verkehrstoten weltweit. 2014 gab es 4038 Straßenverkehrsunfälle, gegenüber 3484 ein Jahr zuvor. 676 Menschen starben auf Namibias Straßen (2013: 633) und 6918 wurden verletzt (5845).

### Straßenbelag

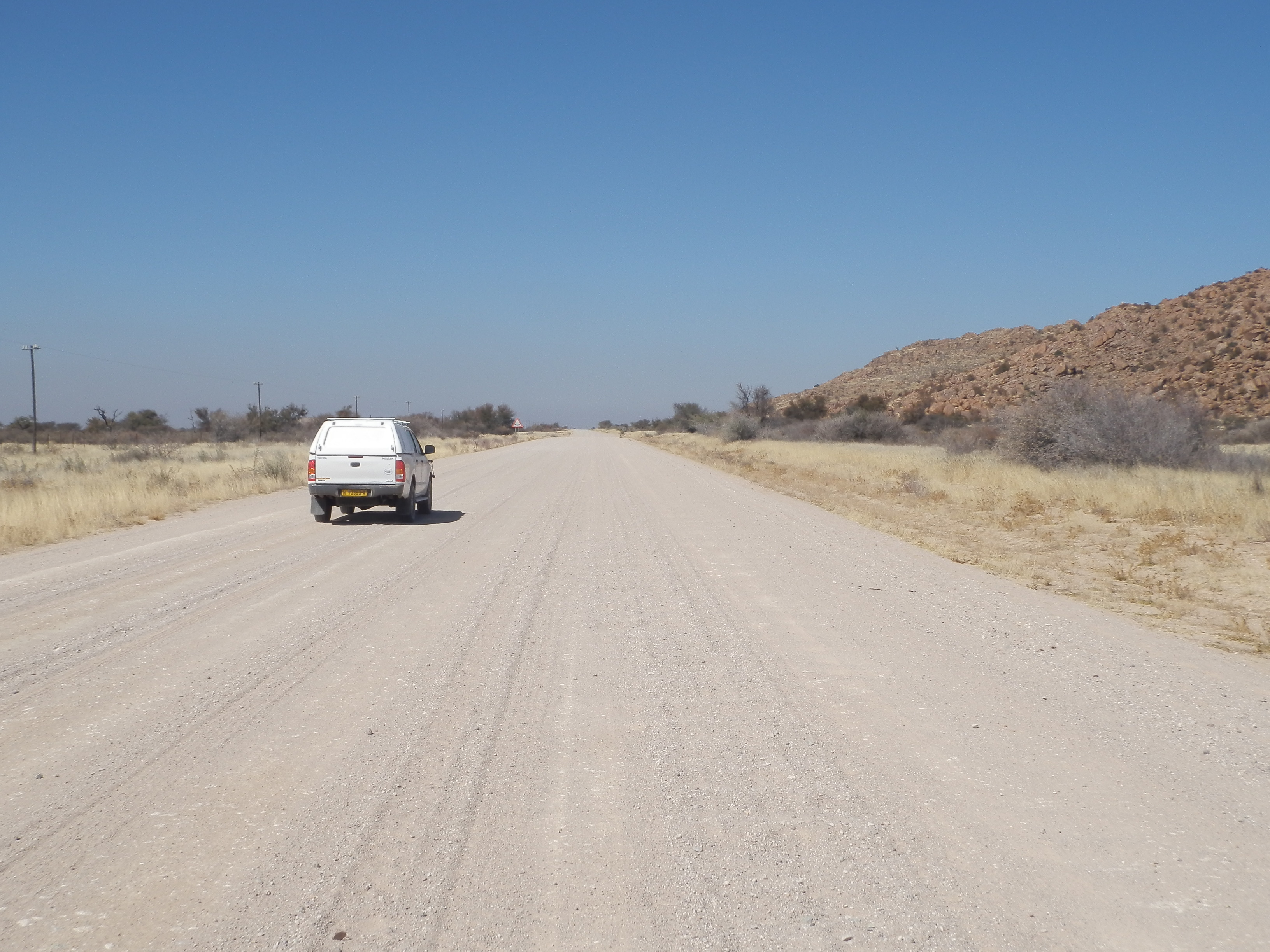
Hauptstraße C24 in Namibia

Die Straßenbefestigungen bestehen in Namibia aus verschiedenen Straßenoberbautypen. Mit Stand November 2010 verfügt Namibia über 6664 Kilometer Straßen mit Bitumendecke, 24.744 Kilometer mit Kiestragschicht, 9007 Kilometer bearbeitete Erdtragschicht sowie 1437 Kilometer nicht bearbeitete Erdtragschicht. 241 Kilometer Straße haben eine Standtragschicht, 272 Kilometer eine Salztragschicht und bei 2328 Kilometern handelt es sich um „sonstige Straßen“.

### Straßentypen und -nummerierung

Straßenschild einer Nationalstraße

In Namibia werden verschiedene Straßentypen, vor allem aufgrund der Nutzungshäufigkeit, unterschieden. Dabei haben Nationalstraßen in aller Regel eine Fahrzeugdichte von mehr als 200 Fahrzeugen pro Tag, Hauptstraßen von mehr als 50 Fahrzeugen pro Tag und Distriktstraßen bis zu 49 Fahrzeuge pro Tag.
Die Straßennummerierung sieht die Unterscheidung in verschiedenen Typen vor: A-Straßen sind seit 2017 4-spurige Autobahnen, B-Straßen sind Nationalstraßen, stets mindestens zweispurig und immer mit einer Bitumendecke versehen. C-Straßen (beziehungsweise neuerdings MR-Straßen für englisch Main Roads = Hauptstraßen) sind Hauptstraßen, teilweise mit einer Bitumendecke, ansonsten mit einer Kiestragschicht versehen. D-Straßen (DR-Straßen für englisch District Roads = Distriktstraßen) sind unterschiedlich gut gewartete Straßen, die in den allerwenigsten Fällen mit einer Bitumendecke versehen sind (zum Beispiel DR3608). M-Straßen (neu auch MR-Straßen) ergänzen beziehungsweise ersetzen teilweise C- und D-Straßen und sind ähnlich einer Europastraße länderübergreifend angelegt.  Bei P-Straßen (neu F-Straßen für Farm Roads = Farmstraßen) sind schmale und nicht regelmäßig gepflegte private Zufahrtswege zu Farmen die nicht direkt über eine der anderen Straßennummern erreichbar sind.
Öffentliche Straßen der Kategorien A, B, C und D sowie M werden von der Roads Authority betrieben.
Der Begriff Pad (Afrikaans für Straße) bezeichnet in Namibia jegliche Art von Straße unabhängig vom Belag. So gibt es z. B. „Teerpads“, aber auch „Sand-“ und „Salzpads“.

### Busverkehr
Der Überlandbusverkehr ist in Namibia vor allem bei unteren Einkommensschichten ein wichtiges Transportmittel. Kleinbusse mit bis zu 14 Sitzen fahren täglich zwischen größeren Ortschaften. Überlandbusverkehr in luxuriösen Bussen beschränkt sich auf wenige Unternehmen, die insbesondere große Ortschaften und touristische Sehenswürdigkeiten in Namibia und umliegenden Ländern bedienen. Hierzu zählt vor allem der Intercape Mainliner.
Busse spielen im öffentlichen Personennahverkehr nur in Windhoek eine Rolle. Der Windhoek Bus Service stellt auf wenigen Strecken zur Hauptverkehrszeit einen Busverkehr zwischen den Wohngebieten der unteren Einkommensschichten und den Hauptgeschäftsgebieten sicher. Die einfache Fahrt kostet (Stand April 2014) sieben Namibia-Dollar.

### Taxiverkehr
Taxis sind nur in größeren Ortschaften vorhanden. Sie spielen eine herausragende Rolle im Personennahverkehr der unteren Einkommensschichten innerhalb von Städten wie zum Beispiel Windhoek. Es handelt sich um Gemeinschaftstaxis. Die Taxipreise sind staatlich geregelt. Eine einfache Fahrt kostet derzeit (Stand April 2014) 10 Namibia-Dollar, eine Fahrt über das Stadtzentrum der Stadt hinaus stets den doppelten Preis. In Windhoek alleine gibt es 6815 registrierte Taxis (Stand April 2014), was einer Taxidichte von etwa 50 Einwohner pro Taxi entspricht.
Private Ruftaxi-Unternehmen bestehen vor allem in Windhoek. Die Preise sind nicht staatlich reguliert. Sie bewegen sich für eine einfache Fahrt ohne Kilometerbegrenzung in Windhoek pro Fahrzeug um die 60 Namibia-Dollar.
Taxameter sind in Namibia unbekannt.

## Schienenverkehr
Der Schienenverkehr in Namibia spielt eine untergeordnete Rolle. Personenbeförderung findet nur auf wenigen Strecken statt. Der Gütertransport wird vor allem auf der Strecke Windhoek–Kranzberg und Kranzberg–Walvis Bay statt. Der Bau einer 1500 Kilometer langen Strecke (Trans-Kalahari) von den Kohlebergwerken in Botswana bis zum Hafen Walvis Bay ist geplant. Die Baukosten werden mit 15 Milliarden US-Dollar angegeben.

## Luftverkehr

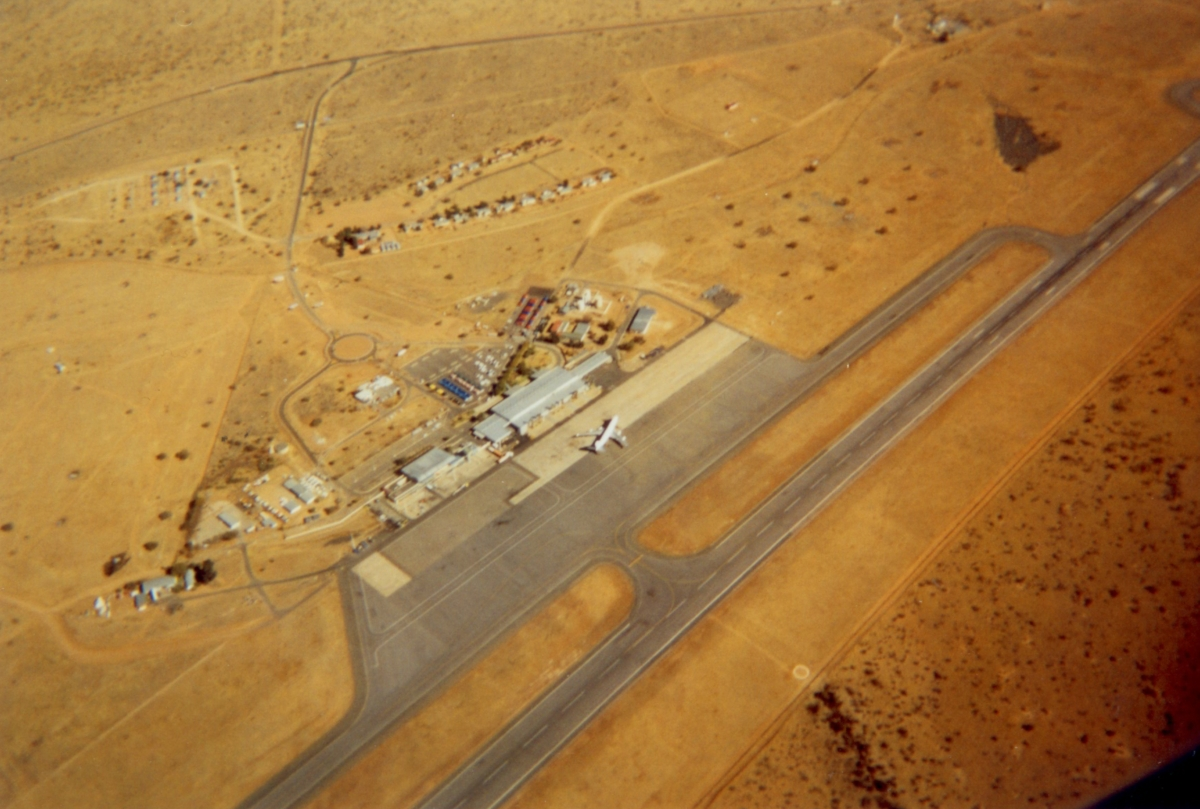
Luftaufnahme des Hosea Kutako International Airport

Der Luftverkehr in Namibia wird vor allem durch die staatliche Fluggesellschaft Air Namibia sowie einige private Charterfluggesellschaften sichergestellt. Der Flugverkehr beschränkt sich zum Großteil auf Geschäftsreisende sowie Touristen. Air Namibia fliegt im Inland die Städte Lüderitz, Ondangwa, Walvis Bay, Rundu und Katima Mulilo sowie die beiden Windhoeker Flughäfen Eros und Hosea Kutako International an.

### Flughäfen
Betreiber aller acht öffentlichen Flughäfen im Land ist die staatliche Namibia Airports Company. Nationales Drehkreuz ist der Flughafen Eros, internationales Drehkreuz der östlich der Landeshauptstadt Windhoek gelegene Hosea Kutako International Airport. Ein weiterer internationale Flughafen befindet sich in Walvis Bay.

## Schifffahrt

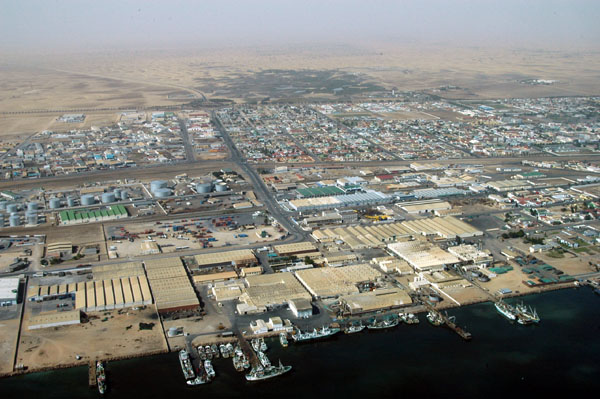
Hafen Walvis Bay

In Namibia gibt es keine permanent befahrbaren Wasserstraßen. Wichtigster Seehafen ist der Hafen Walvis Bay, ein zweiter Hafen befindet sich in Lüderitz mit dem gleichnamigen Hafen Lüderitz. Beide Häfen werden von der staatlichen Namibian Port Authority (Namport) betrieben. Regelmäßige Schiffsverbindungen bestehen unter anderem nach Europa zum Hafen Rotterdam und Hamburger Hafen sowie nach Kapstadt. Der Hafen Walvis Bay wird regelmäßig von Kreuzfahrtschiffen angelaufen.